# Cordillera Nyenchen Tanglha
 La cordillera Nyenchen Tanglha (ortografía china oficial: montañas Nyainqêntanglha) tiene 700 km de larga yes una subcordillera del Sistema Transhimalaya, ubicado en la región del Tíbet y la Región Autónoma del Tíbet de China.

## Geografía
Una fuente dice que la cordillera Nyenchen Tanglha tiene aproximadamente 1,000 km de longitud. Su punto más alto está a 7.090 m ubicado a 100 km al noroeste de Lhasa. La cadena es paralela al Himalaya en el Transhimalaya, y al norte del río Brahmaputra. Otra fuente dice que las montañas Nyenchen Tanglha se extienden por 740 km desde el condado de Nyêmo en el oeste hasta el condado de Ranwu (la parte suroeste del condado de Baxoi) en el este.
Su pico más alto es el monte Nyenchen Tanglha (Nyainqêntanglha Feng) de 7.162 km
El lado sur de las montañas Nyenchen Tanglha es escarpado con una caída de alrededor de 2.000 metros, mientras que el lado norte cae unos 1.000 metros. La mayoría de las montañas están por debajo de los 6.500 metros. Contienen 7080 glaciares que cubren un área de 10,700 kilómetros cuadrados.
Las montañas Nyenchen Tanglha tienen una latitud promedio de 30 ° 30 'N y una longitud entre 90 ° E y 97 ° E. Junto con el Gangdise Shan ubicado más al oeste, forma el Transhimalaya [alfa inferior 1] que corre paralelo al Himalaya al norte del río Yarlung Tsangpo. 
El río Drukla Chu nace en las montañas Nyenchen Tanglha, donde se llama río Song Chu, y se une al río Gyamda Chu. Los dos ríos unidos corren unos 100 kilómetros al sureste hasta el río Yarlung Tsangpo.

### Subcadenas
La cordillera se divide en dos partes principales: el oeste y al este de Nyenchen Tanglha, con una división en el puerto Tro La a 5.432 metros de altura cerca de la ciudad de Lhari.

#### Oeste de Nyenchen Tanglha

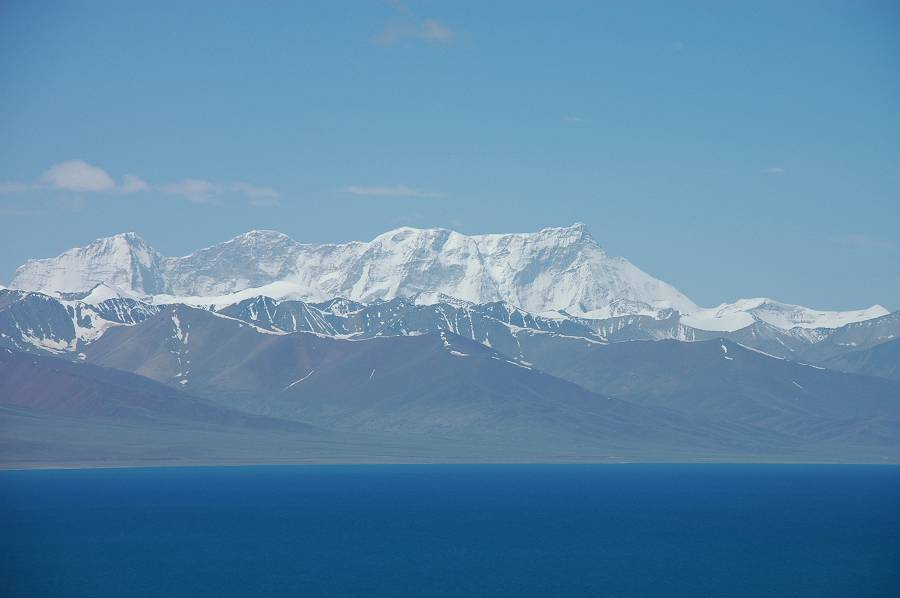
Las montañas del oeste Nyenchen Tanglha sobre el lago Namtso.

El oeste de la cordillera Nyenchen Tanglha se encuentra al sureste del lago Namtso. La cordillera tiende hacia el noreste y forma parte de la cuenca norte del río Yarlung Tsangpo. La sección noreste está drenada por el río Lhasa, el afluente más grande del Yarlung Tsangpo. El oeste de Nyenchen Tanglha incluye los cuatro picos más altos en la cadena, todos por encima de los 7.000 m: el monte Nyenchen Tanglha (7162 m), Nyenchen Tanglha II (7117 m), Nyenchen Tanglha III (7046 m) y el Jomo Gangtse (7048 m), todos ubicados en el condado Damxung de Lhasa. El oeste de Nyenchen Tanglha separa las cuencas del Yarlung Tsangpo en el sur de las cuencas endorreicas del Changtang en el norte. 

#### Este de Nyenchen Tanglha
El este de Nyenchen Tanglha, ubicado en la prefectura de Nagqu, Chamdo y la prefectura de Nyingchi, marca la divisoria de aguas entre el Yarlung Tsangpo al sur y el río Nak Chu (que se convierte en Nujiang y luego en Salween en su recorrido inferior) al norte. La cadena resistente y con muchos glaciares cuenta con más de 240 picos de más de 6.000 m, que culminan en el Sepu Kangri de 6,956 m y que tiene una prominencia topográfica de 2,213 m
Grandes áreas del sector oriental están cubiertas de nieve. Dos tercios de los glaciares, que representan cinco sextos del área, se encuentran en la sección este. Esta sección recibe los monzones del suroeste, que entran en la meseta tibetana por la gran curva del río Yarlung Zanbo. El aire es empujado hacia arriba por el terreno, y produce la lluvia más intensa y el aire más húmedo de la meseta, lo que alimenta el desarrollo de los glaciares. Hay treinta y dos glaciares que tienen más de 10 km de largo. El glaciar Kyagquen es el más grande, abarca 207 km² y se extiende por 35.3 km. El final de la lengua glacial Qiaqing está a 2.530 m   en una zona de bosques de montaña. El pie glaciar está en 30°23′00″N 94°49′58″E / 30.3833, 94.8329. Según el Instituto de Investigación de Glaciares de Langzhou, hay un total de 2,905 glaciares en la cadena que cubren un área total de 5.898 km². 
La mayoría de los picos en el este de Nyenchen Tanglha, a veces llamados los Alpes del Tíbet, no han sido escalados. La montaña Sepu Kangri fue intentada dos veces por Chris Bonington y Charles Clarke en 1997 y 1998, sobre cuya experiencia Bonington y Clarke escribieron el libro Tibet's Secret Mountain: The Triumph of Sepu Kangri (ISBN 0756762308). La cumbre fue finalmente alcanzada el 2 de octubre de 2002 por Mark Newcomb y Carlos Buhler. 

### Otras lecturas
- «Artículos por área — China & Tibet». The Alpine Journal. Consultado el 14 de febrero de 2015.

- Datos: Q201609
- Multimedia: Nyainqêntanglha Mountains / Q201609